# 七海ここな
七海 ここな（ななみ ここな、1986年4月16日 - ）は、日本の元AV女優。

## 略歴
2004年10月に『Gals Be…』でAVデビューするが、間もなくMOODYZの専属ギャル女優となる。
2005年4月より専属を離れ、以降は多数のメーカーの作品に出演。

## 出演作品

### アダルトビデオ
2004年
- Gals Be… （10月30日、KUKI） ※デビュー作
- gals sex アタシがオナニー手伝ってアゲルよんっ(^-^)" （12月15日、MOODYZ）
- CoCoNuts! （12月18日、KUKI） ※『Gals Be…』のセル版

2005年
- gals semen （1月15日、MOODYZ）
- gals ecstasy （2月15日、MOODYZ）
- ギャルズアナル （3月15日、MOODYZ）
- 制服カメラ ここな18歳 （4月10日、ドリームチケット）
- 陵辱取締役 （4月15日、タカラ映像）
- いやしの女トラッカー （5月15日、アレックス）共演:菊川連
- デジタルモザイク アナル生FUCK （5月20日、GLAY'z）
- 街でうわさの中出しギャル 2 （6月10日、隼エージェンシー）…オムニバス作品 他出演:松下ゆうか、平尾ゆみ、藤崎美鈴、吹石恵、乙女梨緒
- 女だらけの世界 VOL.8 強い女集団格闘編 （7月1日、MOODYZ）共演:星月まゆら、市橋さやか、愛野ののか、森田りこ
- イー・ジー 1 （7月8日、桃太郎映像出版）
- 凌辱女子校生中出し地獄 （7月13日、隼エージェンシー）
- 露出トラベル 湯河原編 （8月18日、ディープス）
- 南国リゾート 痴女ホテル （8月20日、イマージュ）共演:甘味いちご、星月まゆら、星野つぐみ、RIRICO、萩原めぐ、橘真央、森田りこ、吹石恵、みずなあんり
- 発情パフォーマンス ち○こを吸い尽くす19人の女たち （9月13日、隼エージェンシー）…オムニバス作品 他出演:しいな怜、森下さやか、今野由愛、菊原まどか、早乙女みなき、里美りん、水城梓、常夏みかん、長谷川ちひろ、夜桜すもも、仲西彩乃、水沢りょう、浅田るみ、小峰由衣、秋川りの、片桐美緒、小椋まりあ、矢口ゆり
- オナニスト -第十一章- （9月13日、隼エージェンシー）…オムニバス作品 他出演:美咲ゆりあ、早乙女みなき、国分まこ、森原リコ、里美りん、真中ゆり、RIRICO、桜井りさ、南麗奈、水沢りょう 他
- くそ解禁　（9月19日、ドグマ）共演:西村あみ
- エロランジェリーTVショッピング （9月20日、ネクストイレブン）共演:吹石恵、星月まゆら、橘真央、萩原めぐ
- 裸 （9月21日、h.m.p）
- 海水浴場で島人（SHIMANCHU）を巨乳ビキニ隊が逆ナンパ!! 2 （10月15日、アレックス）共演:萩原めぐ、森田りこ
- スケボーエンジェル （10月15日、ジェイモデル）共演:星野つぐみ
- THE KING GAME 王様の言うことはセッタ～イ!! （10月15日、）共演:甘味いちご、星月まゆら、萩原めぐ、RIRICO、星野つぐみ、吹石恵、橘真央、森田りこ、みずなあんり

2006年
- 猥褻お姉様 （1月5日、タカラ映像）…オムニバス作品 他出演:しいな怜、来栖ゆう
- 渋谷系ギャル中出し遊戯 （1月27日、PERMS）

2007年
- イカセ4時間 ICHIKA、当真ゆき、鮎川香織、木村佳香、天乃みお、さとう和香、稲葉みさき、辻めぐ、七海ここな、神崎麻衣 他 (9月13日、MOODYZ)

　他

## 電子書籍

### デジタル写真集
- ザ・撮影現場 『着momo』　（2007年10月11日、pad inc.,）